# Agathiopsis subflavata
Agathiopsis subflavata är en fjärilsart som beskrevs av W. Warren 1905. Agathiopsis subflavata ingår i släktet Agathiopsis och familjen mätare. Inga underarter finns listade i Catalogue of Life.